# Hôtel Robin Quantin
L'hôtel Robin Quantin est un hôtel particulier situé à Tours dans le Vieux-Tours. Le monument fait l’objet d’un classement au titre des monuments historiques depuis le 5 décembre 1973.

## Localisation
L'hôtel est situé aux 15 rue Paul-Louis-Courier et 20 rue Littré.

## Historique
L'hôtel est bâti vers 1590 par Charles Robin, seigneur de Courçay, maître des eaux et forêts à Tours, et son épouse Marie Quantin (Quentin de Richebourg), tous les deux d'une famille de marchands de soieries. Il est construit à l'emplacement à l'emplacement de l'ancien hôtel de Jean Dupuy où aurait séjourné Jeanne d'Arc en 1429 et qui fut démoli au XVIe siècle, acquis par le père de Charles Robin, alors bourgeois et échevin de Tours, en 1578.

## Galerie

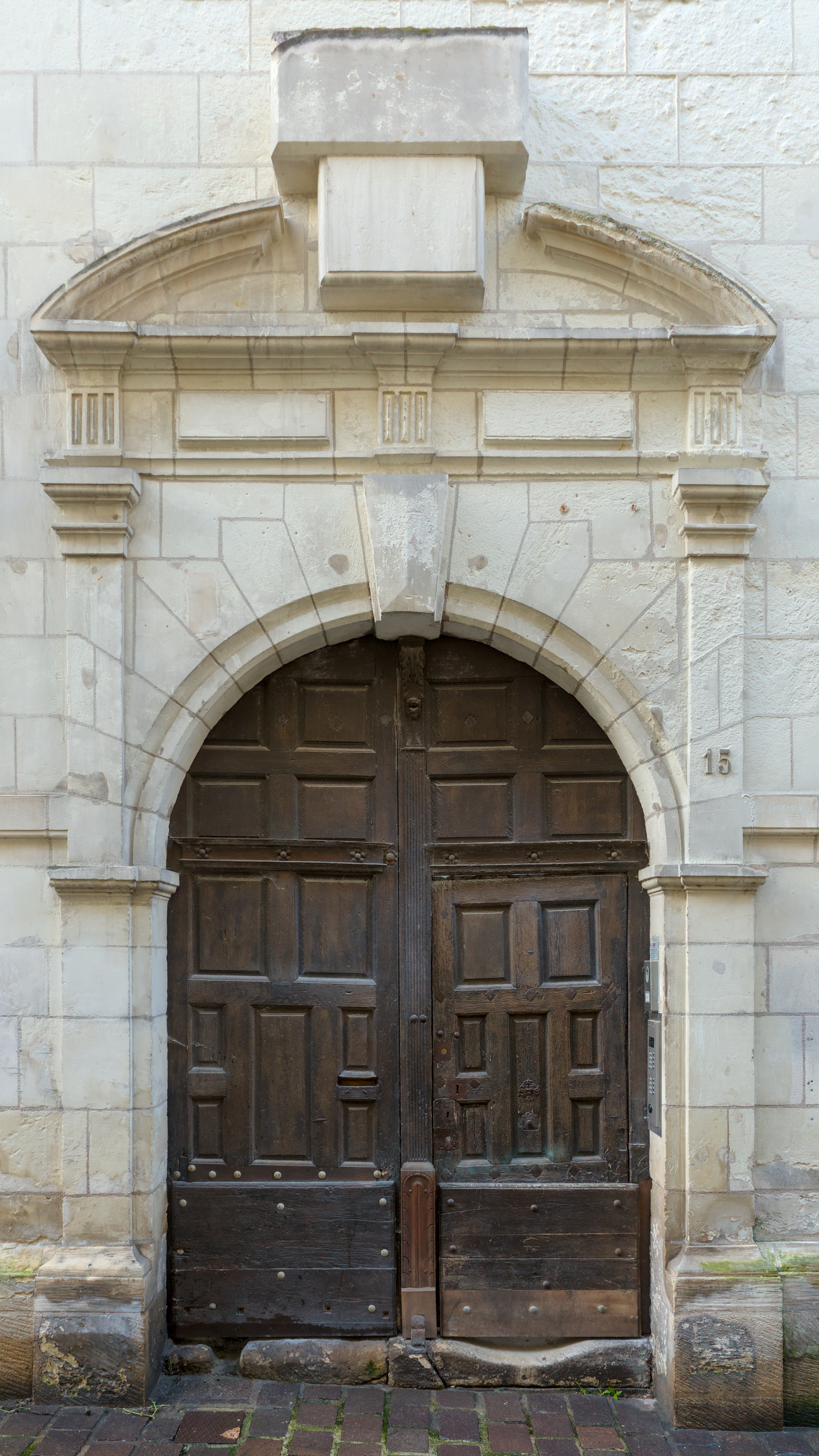
Portail
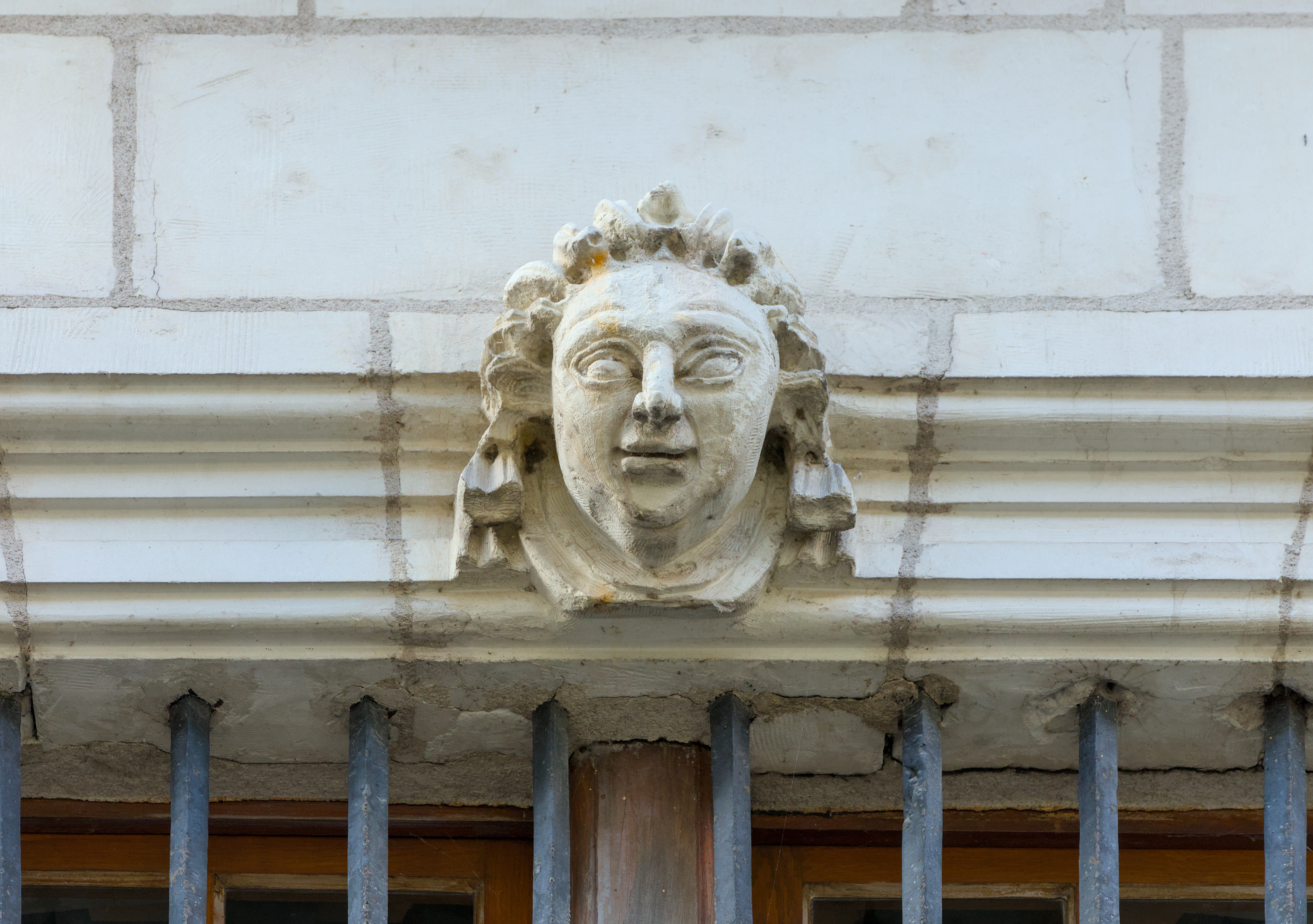
Détail de la façade
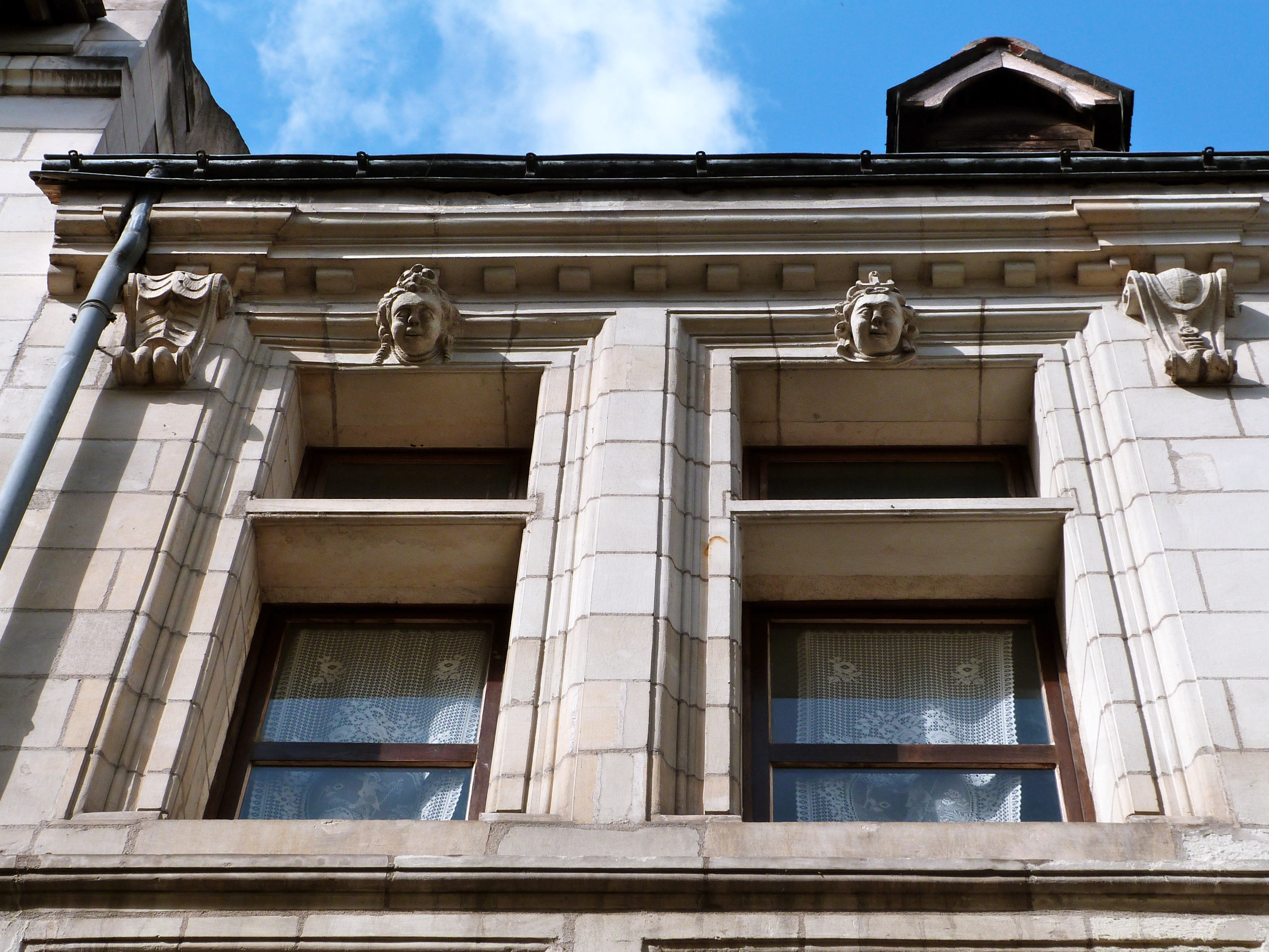
Fenêtres